# Karli Coburger
Karli Coburger, nemški general in politik, * 4. oktober 1929.
Med letoma 1984 in 1989 je bil vodja Glavnega oddelka VIII Ministrstva za državno varnost Nemške demokratične republike, ki se je ukvarjalo z nadzorom, prisluškovanjem,...